# Bobby Boermans
 (octobre 2018).
Pour les articles homonymes, voir Boermans.
Bobby Boermans, né le 1er septembre 1981 à Amsterdam, est un réalisateur, producteur et scénariste néerlandais.

## Carrière
Il est le fils de l'acteur et réalisateur Theu Boermans et le beau-fils de la réalisatrice Paula van der Oest. Il est le demi-frère de l'acteur Thijs Boermans.

## Filmographie
- 2007 : Beyond the Pretty Door[4]
- 2011 : Claustrofobia[5]
- 2011 : Broeders[6]
- 2013 : App (en)[7]
- 2013 : Roffa[8]
- 2015 : Hallo bungalow (producteur)[9]
- 2016 : Fissa (sur un scénario de Martijn Hillenius)[10]
- 2016 : Amour et préjugés (producteur)[11]
- 2025 : iHostage